# برادری (آلبوم تیری تی)
برادری (انگلیسی: Brotherhood) اولین آلبوم استودیویی گروه آر اند بی آمریکایی تیری تی است. این آلبوم در سال ۱۹۹۵ از طریق ام‌جی‌جی میوزیک و ۵۵۰ میوزیک منتشر شد.

## منبع
1. ↑  3T - Brotherhood Album Reviews, Songs & More | AllMusic (به انگلیسی), retrieved 2023-02-15